# Rhynchothorax mediterraneus
Rhynchothorax mediterraneus is een zeespin uit de familie Rhynchothoracidae. De soort behoort tot het geslacht Rhynchothorax. Rhynchothorax mediterraneus werd in 1861 voor het eerst wetenschappelijk beschreven door Costa. 